# Oger (Marne)
Oger település Franciaországban, Marne megyében. Lakosainak száma 510 fő (2018. január 1.). Oger Avize, Flavigny, Gionges, Grauves, Le Mesnil-sur-Oger, Rouffy és Villeneuve-Renneville-Chevigny községekkel határos.

## Népesség
A település népességének változása:
| Lakosok száma | 739  | 717  | 651  | 588  | 558  | 576  | 578  | 561  | 516  | 510  |
|               | 1968 | 1975 | 1982 | 1990 | 1999 | 2011 | 2013 | 2015 | 2017 | 2018 |